# Alan Manson
Alan Manson  (né le 7 juin 1918 dans le quartier de Brooklyn à New York et décédé le 5 mars 2002 dans le quartier du Queens à New York) est un acteur américain.

## Filmographie partielle

### Cinéma
- 1943 : This Is the Army de Michael Curtiz
- 1958 : Un tueur se promène de William Berke : Newlywed Clark
- 1969 : Les Gens de la pluie de Francis Ford Coppola : Lou
- 1973 : Le Dernier Match de John D. Hancock : Doc Loftus
- 1975 : L'Infirmière de la compagne casse-cou (Whiffs) de Ted Post : Dét. Sgt. Poultry
- 1976 : Leadbelly de Gordon Parks : Captain Freeman
- 1983 : Daniel de Sidney Lumet : Isaacson Rally Speaker
- 1991 : The Doors de Oliver Stone : Judge
- 1993 : Les Veuves joyeuses (The Cemetery Club) de Bill Duke : Abe Silverman
- 1995 : Café Society  de Raymond De Felitta : Judge Valente
- 1997 : L'Associé du diable de Taylor Hackford : Judge Sklar - Moyez Trial
- 1998 : Montana de Jennifer Leitzes : Paul

### Télévision

#### Séries télévisées
- 1973 : M*A*S*H : La marine contre attaque (The Army-Navy Game)  (saison 1 épisode 19) : Colonel Hersh
- 1975 : Mannix : A Word Called Courage  (saison 8 épisode 13)
- 1975 : Cannon : Pour une larme de poison (A Touch of Venom) (saison 5 épisode 7) : Dr. Norton Browdy
- 1975 : Section 4 : Ordeal  (saison 2 épisode 10) : Norman
- 1975 : Section 4 : Strike Force  (saison 2 épisode 11) : Norman Crown
- 1976 : L'Homme qui valait trois milliards : Tanya (Love Song for Tanya) (saison 3 épisode 19) : Andre
- 1976 : Columbo : Deux en un : Sid Daley
- 1977 : Un shérif à New York : The Great Taxicab Stampede  (saison 7 épisode 3) : Murray Gutman
- 1973 : Kojak : L'affaire Marcus-Nelson  (pilote de la série) : Sgt. Roberts
- 1973 : Kojak : Soir de terreur (Siege of Terror) (saision 1 épisode 1) : Detective
- 1973 : Kojak : Autorité (Le casse - Knockover)  (saison 1 épisode 4) : Gallagher
- 1975 : Kojak : Le résultat qui compte (2)  (saison 3 épisode 2) : Inspector Nicola
- 1976 : Kojak : Les morts ne tuent pas  (saison 4 épisode 14) : Lt. Steve Nicola
- 1976 : Drôles de dames : L'Antiquaire (Consenting Adults)  (saison 1 épisode 10) : Bialy
- 1977 : Kojak : Un message de trop  (saison 4 épisode 17) : Lt. Steve Nicola
- 1977 : Drôles de dames : Où est passé Charlie ? - 1re partie (Angels in Paradise - Part 1)  (saison 2 épisode 1) : George Hollis
- 1978 : 200 dollars plus les frais : Black Mirror part 1  (saison 5 épisode 9) : Dr. Carl Rainer
- 1978 : 200 dollars plus les frais : Black Mirror part  2  (saison 5 épisode 10) : Dr. Carl Rainer
- 1979 : Vegas : Ghost of the Ripper  (saison 1 épisode 12) : Assistant D.A.
- 1979 : Quincy : Walk Softly Through the Night - Part 1   (saison 4 épisode 14) : pharmacien
- 1979 : Quincy : Walk Softly Through the Night - Part 2   (saison 4 épisode 15)
- 1979 : Quincy : Never a Child  (saison 5 épisode 4) : Oncle Harry Simkins
- 1979 : Lou Grant : Gambling (saison 3 épisode 7) : Kingsley
- 1979 : 200 dollars plus les frais : Surveillez le facteur (The Big Cheese)  (saison 6 épisode 10) : Chuck Ryan
- 1986 : Hooker : Nuits meurtrières (Into the Night) (saison 5 épisode 18) : Doctor
- 1992 : New York, police judiciaire : Un Sang Révélateur ( Blood Is Thicker... ) (saison 2 épisode 14) : Juge de mise en accusation Eric Bryan
- 1996 : New York, police judiciaire : Double Identité  (I.D. ) (saison 7 épisode 2) : un juge

#### Téléfilms
- 1973 : Poor Devil de Robert Scheerer : M.. Marley
- 1976 : Hickey de Alan Alda : Taggert
- 1980 : Marriage Is Alive and Well de Russ Mayberry: Dr. Tibbitt
- 1981 : The People vs. Jean Harris de George Schaefer: Dr. Ryan
- 1983 : Emma and Grandpa on the Farm de Joy Whitby: Grandpa
- 1992 : Charles and Diana: Unhappily Ever After de John Power: Mark Phillips